# Марина-дель-Рей (Каліфорнія)
Марина-дель-Рей (англ. Marina del Rey) — переписна місцевість (CDP) в США, в окрузі Лос-Анджелес штату Каліфорнія. Населення — 11 373 особи (2020).

## Географія
Марина-дель-Рей розташована за координатами 33°58′53″ пн. ш. 118°27′12″ зх. д. / 33.98139° пн. ш. 118.45333° зх. д. (33.981509, -118.453229).  За даними Бюро перепису населення США в 2010 році переписна місцевість мала площу 3,77 км², з яких 2,23 км² — суходіл та 1,54 км² — водойми.

### Клімат
| Клімат : Марина-дель-Рей | Клімат : Марина-дель-Рей | Клімат : Марина-дель-Рей | Клімат : Марина-дель-Рей | Клімат : Марина-дель-Рей | Клімат : Марина-дель-Рей | Клімат : Марина-дель-Рей | Клімат : Марина-дель-Рей | Клімат : Марина-дель-Рей | Клімат : Марина-дель-Рей | Клімат : Марина-дель-Рей | Клімат : Марина-дель-Рей | Клімат : Марина-дель-Рей | Клімат : Марина-дель-Рей |
| Показник                 | Січ.                     | Лют.                     | Бер.                     | Квіт.                    | Трав.                    | Черв.                    | Лип.                     | Серп.                    | Вер.                     | Жовт.                    | Лист.                    | Груд.                    | Рік                      |
| Середній максимум, °C    | 19,4                     | 20,0                     | 20,6                     | 22,2                     | 22,8                     | 25,0                     | 26,7                     | 27,2                     | 26,7                     | 25,0                     | 21,7                     | 19,4                     | 23,1                     |
| Середній мінімум, °C     | 7,8                      | 8,3                      | 9,4                      | 11,1                     | 12,8                     | 14,4                     | 16,1                     | 16,7                     | 16,1                     | 13,9                     | 10,0                     | 7,8                      | 12,1                     |
| Норма опадів, мм         | 81                       | 83                       | 68                       | 15                       | 7                        | 1                        | 1                        | 2                        | 2                        | 8                        | 24                       | 48                       | 338                      |
| ------------------------ | ------------------------ | ------------------------ | ------------------------ | ------------------------ | ------------------------ | ------------------------ | ------------------------ | ------------------------ | ------------------------ | ------------------------ | ------------------------ | ------------------------ | ------------------------ |
| Джерело: IDcide          |                          |                          |                          |                          |                          |                          |                          |                          |                          |                          |                          |                          |                          |

## Демографія
Згідно з переписом 2010 року, у переписній місцевості мешкало 8866 осіб у 5600 домогосподарствах у складі 1658 родин. Густота населення становила 2353 особи/км².  Було 6742 помешкання (1789/км²).
Расовий склад населення:
| - 79,8 % — білих - 8,4 % — азіатів - 5,2 % — чорних або афроамериканців - 0,3 % — корінних американців - 0,1 % — вихідців з тихоокеанських островів - 1,7 % — осіб інших рас |

До двох чи більше рас належало 4,4 %. Частка іспаномовних становила 7,7 % від усіх жителів.
За віковим діапазоном населення розподілялося таким чином: 6,4 % — особи молодші 18 років, 80,2 % — особи у віці 18—64 років, 13,4 % — особи у віці 65 років та старші. Медіана віку мешканця становила 40,0 року. На 100 осіб жіночої статі у переписній місцевості припадало 103,5 чоловіків;  на 100 жінок у віці від 18 років та старших — 103,9 чоловіків також старших 18 років.
Середній дохід на одне домашнє господарство  становив 114 664 долари США (медіана — 100 195), а середній дохід на одну сім'ю — 110 589 доларів (медіана — 92 985). Медіана доходів становила 76 720 доларів для чоловіків та 67 257 доларів для жінок. За межею бідності перебувало 13,0 % осіб, у тому числі 35,7 % дітей у віці до 18 років та 5,6 % осіб у віці 65 років та старших.
Цивільне працевлаштоване населення становило 5924 особи. Основні галузі зайнятості: науковці, спеціалісти, менеджери — 21,4 %, освіта, охорона здоров'я та соціальна допомога — 17,7 %, фінанси, страхування та нерухомість — 13,8 %.